# Тейлор, Сара Нокс
Сара Нокс Тейлор (англ. Sarah Knox Taylor; 6 марта 1814 — 15 сентября 1835) — средняя дочь генерала Закари Тейлора (президента США в 1849—1850-х гг.) и Маргарет Тейлор (Первой леди в тех же годах). Также вошла в историю как первая жена Джефферсона Дэвиса (будущего президента КША).

## Биография
Родилась 6 марта 1814 года в Форт-Нокс II, США, в семье Закари и Маргарет Тейлоров. В семье было ещё 6 детей (двое из которых (а именно 2 дочери) умерли во младенчестве), включая генерала армии КША Ричарда Тейлора.

### Брак

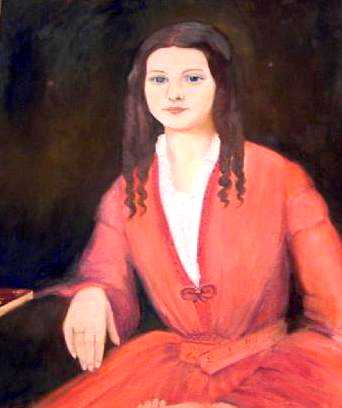

В 17 лет Сара влюбилась в Джефферсона Дэвиса (1808—1889), недавнего выпускника Военной академии США и недавно назначенного лейтенанта армии США, который был вторым после генерала Тейлора в форте. Дэвис был переведен в Сент-Луис в 1833 году, но ему удалось сохранить связь с женщиной, на которой он хотел жениться. Захари Тейлор восхищался Дэвисом за его военные навыки, но выступал против романтического союза. Вместе с собственным опытом Тейлоры чувствовали, что военная жизнь слишком тяжела, и не хотели, чтобы Сара была армейской женой. После переговоров со своим старшим братом Джозефом Эмори Дэвисом Джефферсон решил уйти из армии, чтобы жениться на Саре. Он вернулся в Миссисипи, чтобы развивать свою плантацию Брайерфилд рядом с плантацией «Ураган» своего брата. Джозеф подарил Джефферсону землю, названную Брайерфилд, потому что она была в основном покрыта кустарником и шиповником.
После того, как Саре исполнился 21 год, она вышла замуж за Дэвиса 17 июня 1835 года в доме своей тети, недалеко от Луисвилля, Кентукки. Оба молодожена заразились малярией или жёлтой лихорадкой во время летнего визита к сестре Дэвиса, Анне Дэвис Смит, в Сент-Фрэнсисвилле, штат Луизиана.

### Смерть
Сара Тейлор Дэвис умерла от тропической болезни всего через три месяца после свадьбы с Джефферсоном Дэвисом, оставаясь в доме своей невестки на плантации Саранчи-Гроув. Её муж тоже чуть не умер.
Юная миссис Дэвис была похоронена рядом с другими членами семьи Джефферсона Дэвиса, на кладбище, расположенном на месте (бывшей) плантации Саранчи-Гроув. Кладбище охраняется штатом Луизиана и теперь известно как Государственный исторический памятник Саранчи-Гроув.

## «День Сары Нокс Тейлор»
В городе Прейри-дю-Чьен, штат Висконсин, 6 марта 2013 года объявлено Днем Сары Нокс Тейлор.